# Ecclesiastes de Erasmo
Eclesiastes: Sobre a Arte da Pregação (latim: Ecclesiastes: sive de ratione concionandi) foi um livro de 1535 de Erasmo de Roterdã. Uma das últimas grandes obras que ele produziu, Eclesiastes enfoca o assunto da pregação eficaz. Anteriormente, Erasmo havia escrito tratados sobre o leigo cristão, o príncipe cristão e o educador cristão. Amigos e admiradores, incluindo o bispo John Fisher, sugeriram que Erasmo escrevesse sobre o ofício do sacerdócio cristão. Ele começou a escrever o texto em 1523, finalmente completando e imprimindo Eclesiastes em 1535.

## Seções
Eclesiastes é dividido em quatro seções, mas o próprio Erasmo declara que essas seções abrangem três temas. A seção um é uma discussão sobre o valor do ofício de padre e as qualidades que um pregador eficaz exemplifica e cultiva. As seções dois e três são uma revisão dos recursos retóricos que um bom pregador deve ter em seu repertório. Erasmo acreditava que um padre deveria ter uma sólida formação em homilética e hermenêutica para interpretar adequadamente as escrituras e construir sermões eficazes sobre essa interpretação. A quarta seção é um banco de recursos de tópicos dignos de sermões e referências bíblicas para extrair. Esta seção está repleta de exemplos práticos e ilustrações.

## Combinação, não separação
No Eclesiastes, Erasmo combina coisas que muitas figuras religiosas contemporâneas queriam veementemente separar. Ele defendeu que os sacerdotes combinam interpretações históricas e metafóricas da Bíblia. Para Erasmo, a interpretação metafórica foi construída sobre a tradição bíblica histórica, não oposta a ela. Ele também foi um proponente de sacerdotes usando a tradição retórica clássica para complementar sua capacidade de fazer sermões e servir seus leigos.

## Papel do pregador
De acordo com o Eclesiastes, o papel do pregador é trazer paz às almas individuais da congregação. Os sacerdotes trazem essa paz principalmente por meio dos ensinamentos de Cristo e incentivando sua congregação a viver sua vida diária de acordo com esses princípios. O propósito do sermão, então, é efetuar uma mudança tangível em sua audiência; para melhorar a conduta humana. O padre aprende uma doutrina celestial, transfere esse conhecimento para uma vida terrena melhor por meio da congregação, afetando assim um relacionamento correto e pacífico com Deus.

## Humor
Na época em que escreveu Eclesiastes, Erasmo estava chegando ao fim de sua vida e sua saúde estava piorando. Isso não o impediu de produzir um tratado convincente e influente sobre a pregação, nem o impediu de espalhar um pouco de seu humor característico. Ele escreve: "Se elefantes podem ser treinados para dançar, leões para brincar e leopardos para caçar, certamente os sacerdotes podem ser ensinados a pregar".

## Influência
É difícil avaliar exatamente quão influente foi o Eclesiastes na reforma da pregação. Certamente foi um texto popular, passando por quatro edições no ano entre sua primeira publicação e a morte de Erasmo em 1536. Erasmo propôs no Eclesiastes que a Igreja instituísse um programa de treinamento de competências. Os bispos treinariam os padres nas artes da retórica, eliminando os oradores pobres e incutindo as ferramentas e características adequadas necessárias para falar com eficácia. Erasmo não foi a única figura na época a expressar preocupações semelhantes, mas o Concílio de Trento se referiu ao Eclesiastes ao implementar reformas. O Eclesiastes nunca foi finalizado.